# Medersa Ben Youssef

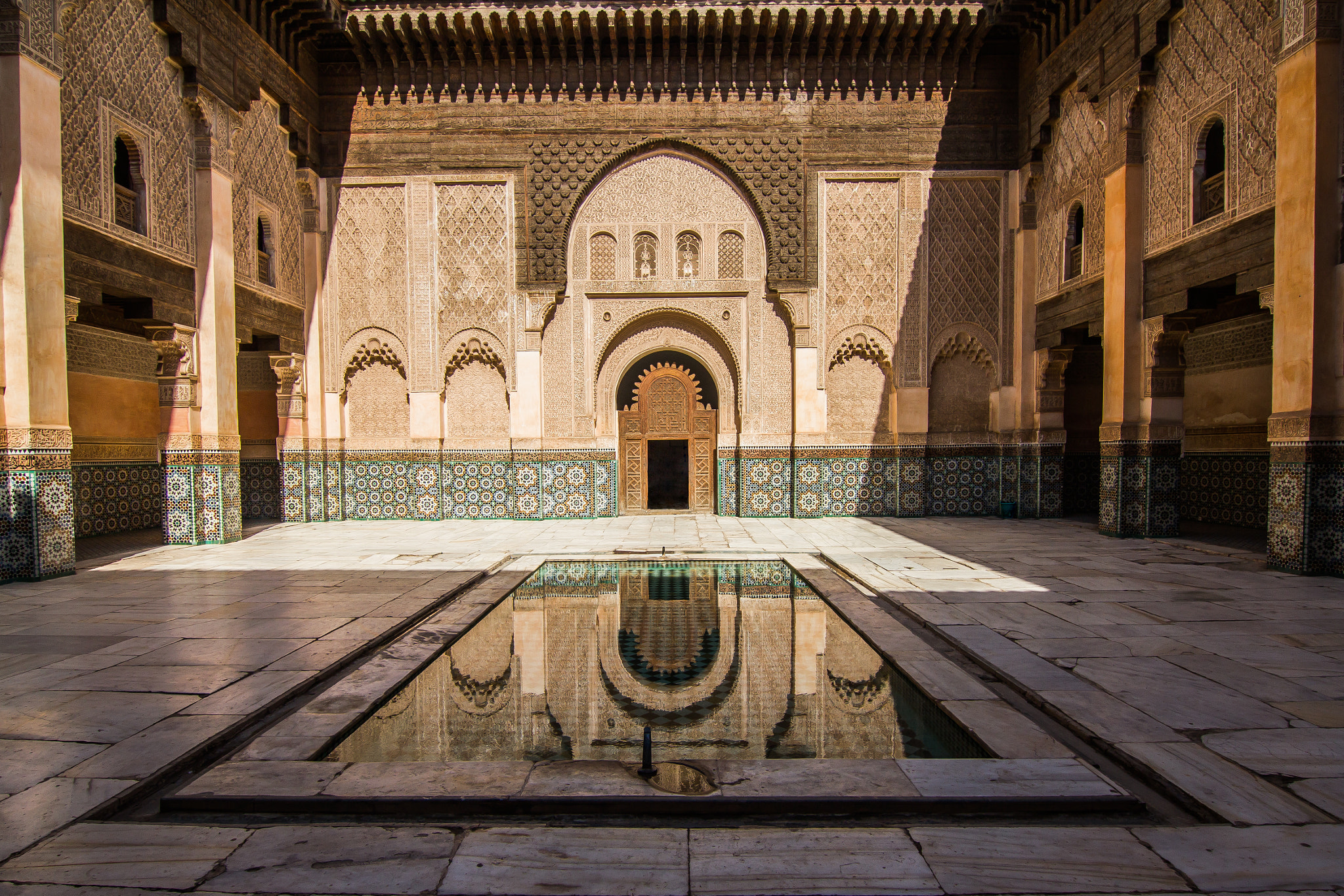
Medersa Ben Youssef, Innenhof

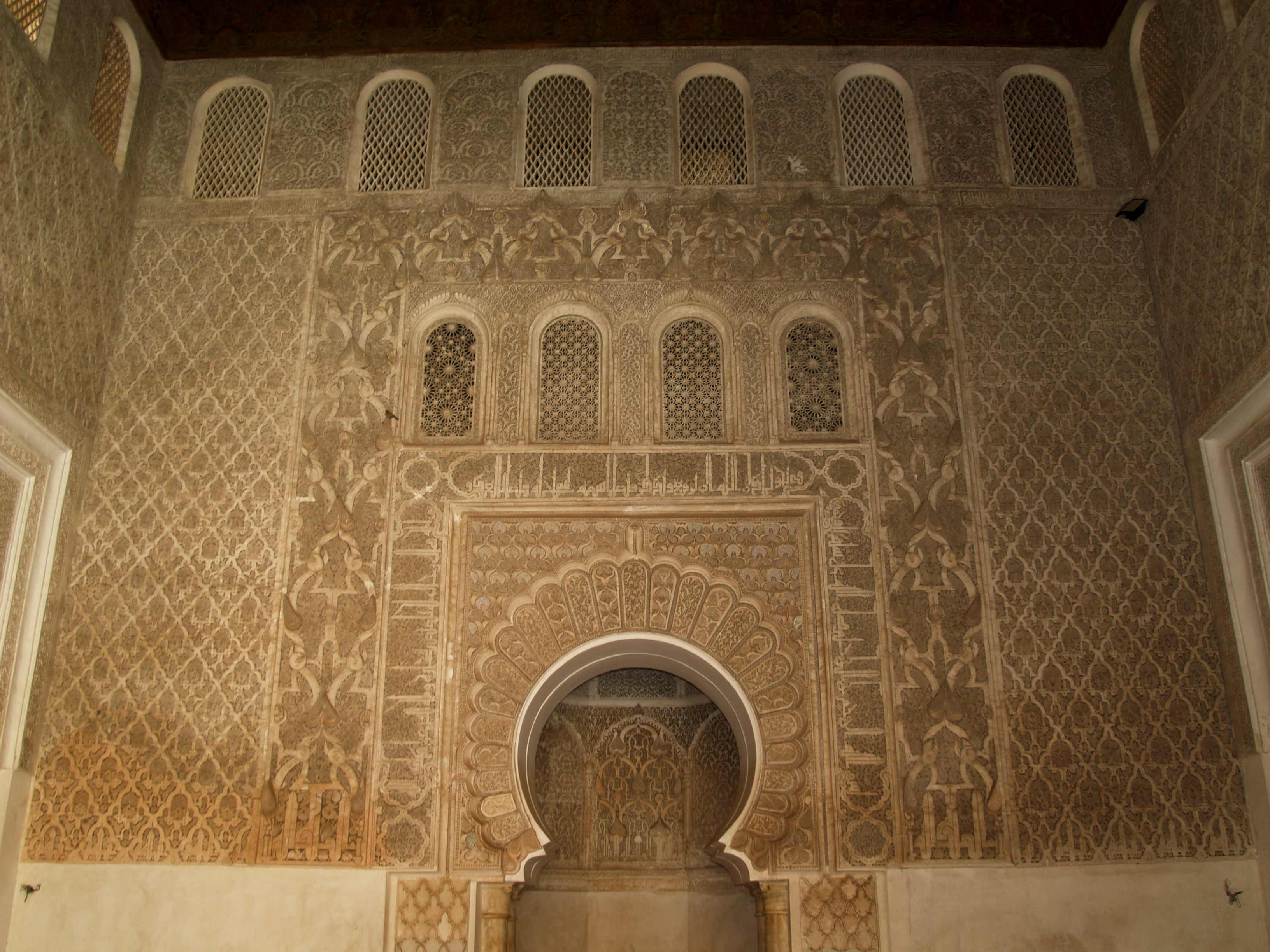
Medersa Ben Youssef, Gebetssaal

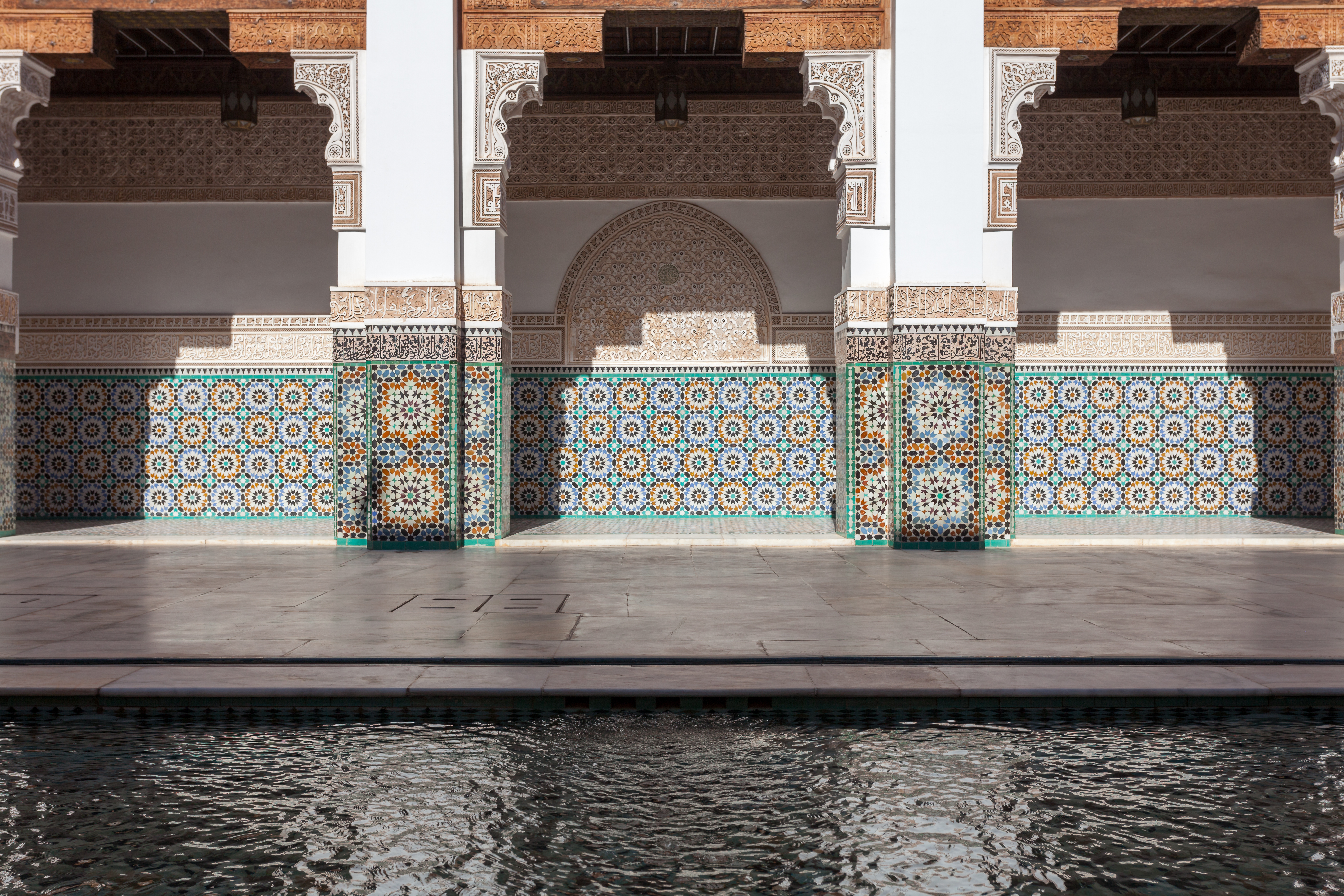
Durchgänge im Innenhof

Die Medersa Ben Youssef ist eine ehemalige Koranschule (madrasa) im Herzen der Medina der marokkanischen Stadt Marrakesch. 

## Lage
Die Medersa Ben Youssef liegt wenige Meter nördlich des Suq-Viertels in unmittelbarer Nachbarschaft zur Moschee Ben Youssef. In geringer Entfernung befinden sich das Musée de Marrakech und die Koubba der Almoraviden.

## Geschichte
Die Medersa wurde wahrscheinlich um das Jahr 1340 von dem Merinidensultan Abu l-Hasan (reg. 1331–1351) gegründet. Große Teile ihres Innendekors stammen jedoch erst aus der Zeit der in Marrakesch residierenden Saadier-Dynastie (um 1570). Im Jahr 1960 wurde der Lehrbetrieb eingestellt und der Bau als Museum der Öffentlichkeit zugänglich gemacht; im Jahr 1999 fand eine grundlegende Restaurierung statt.

## Architektur
Ein langgestreckter Durchgang in dem nach außen völlig fensterlosen Bau führt zu einer Maschrabiyya-Doppeltür mit gedrechselten geometrischen Ornamenten und einem bogenförmigen Aufsatz mit gezacktem Zinnendekor. Dahinter öffnet sich der große, mit Marmorplatten ausgelegte Innenhof der Medersa mit einem großen Brunnenbecken; letzteres diente – neben seiner kühlenden Funktion – auch den vom Koran in Sure 6, Vers 6 vorgeschriebenen „kleinen Waschung“ (wuḍūʾ) vor dem Besuch der angeschlossenen Moschee. Die untere Zone der Pfeiler und Wände sind mit Kachelmosaiken dekoriert, die darüber hinaus bei den zwar seltenen, manchmal aber heftigen Regenfällen einen Schutz des Mauerwerks vor Spritzwasser gewährleisteten. Die mittlere Ebene zeigt abwechslungsreiche Stuckornamente und wird an einigen Stellen von dunkelbraunen, beschnitzten Zedernholzbalken optisch aufgelockert, die das abschließende Dekor der Traufzone bilden.
Architektonischer Höhepunkt der Medersa ist der – unter Verzicht auf farbige Motive, die aber auch im Lauf der Zeit verschwunden sein könnten – überaus reich gestaltete Gebetssaal mit der Qibla-Wand und dem von einem Hufeisenbogen mit alfiz-Einrahmung überfangenen Eingang zu einem kleinen Raum vor der Mihrab-Nische, deren Ausrichtung jedoch von der der benachbarten Moschee Ben Youssef deutlich abweicht. Hier finden sich die für Maurischen Stil so typischen Arabesken und kalligraphischen Inschriftbänder; seitlich bzw. oberhalb davon befinden sich Rautenmotive (sebka) ebenso wie äußerst fein gearbeitete Stuckgitter. Der Gebetssaal schließt nach oben ab in einer oktogonalen Artesonado-Decke mit Sternmotiven. Die Mihrab-Nische selbst ist im unteren Teil dekorlos; darüber befinden sich abwechslungsreich gestaltete Stuckpaneele und eine achteckige Muqarnas-Kuppel mit grünen Blüten.
Im durch mehrere Lichthöfe aufgelockerten Obergeschoss der Medersa befinden sich die kleinen und völlig schmucklosen Schlafkammern der Studenten, wo sie manchmal auch ihr Essen zubereiteten. Die Lektüre religiöser Schriften, oder besser das Auswendiglernen des Korans, fand dagegen im Beisein von Lehrern in den von herabhängenden Matten beschatteten Seitengängen des Innenhofs statt.

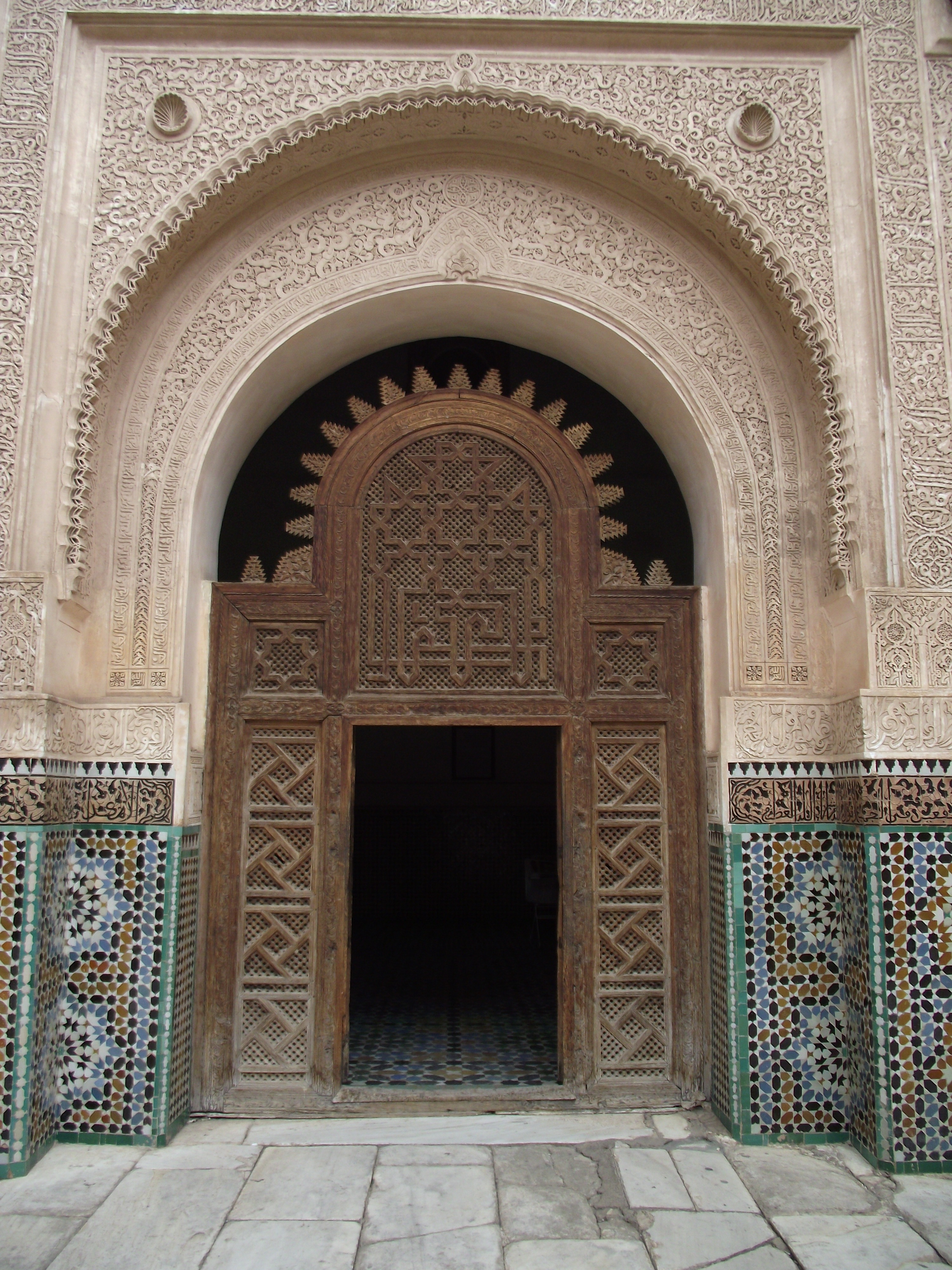
Eingangsportal (von innen)
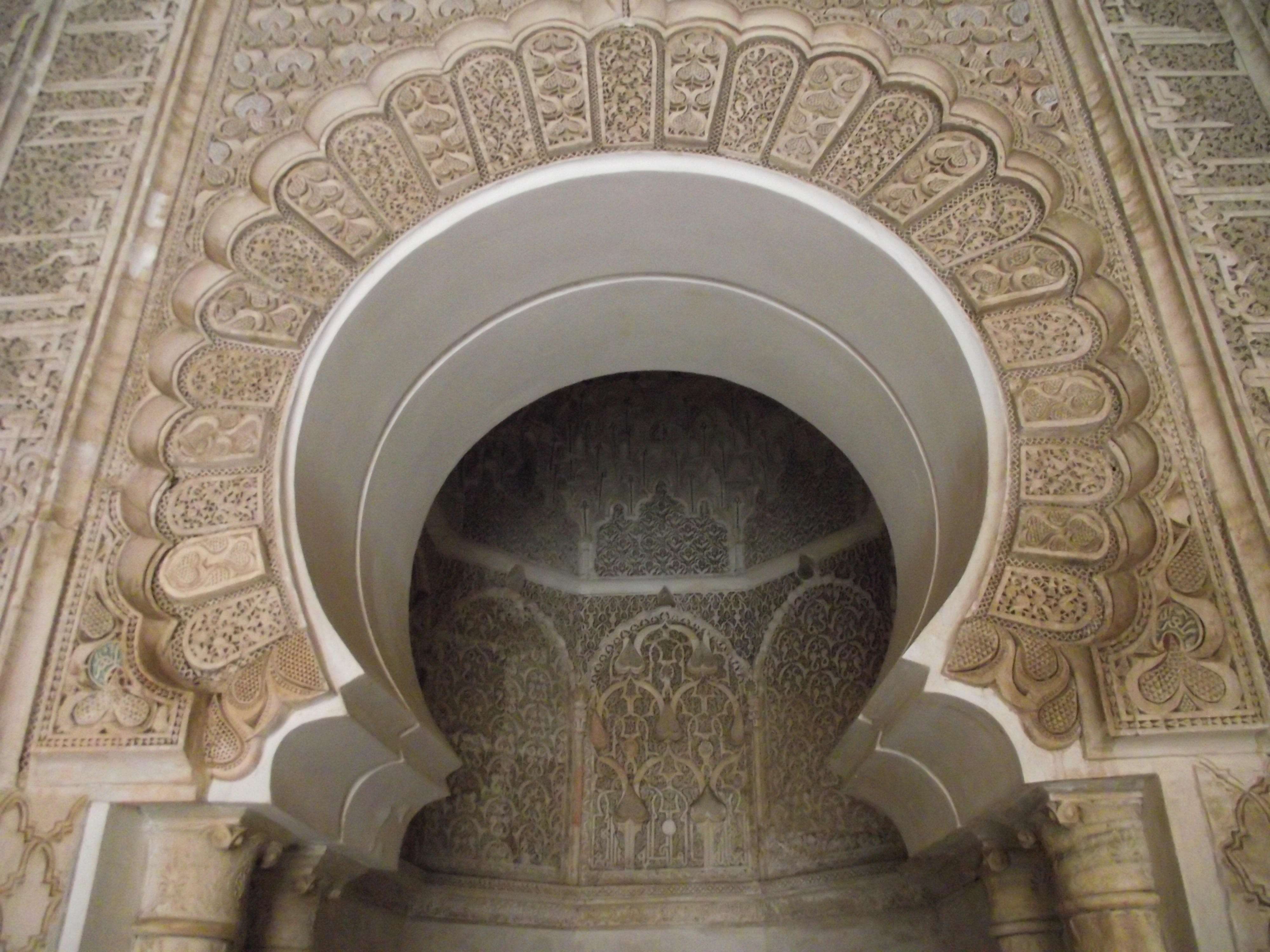
Mihrab-Nische
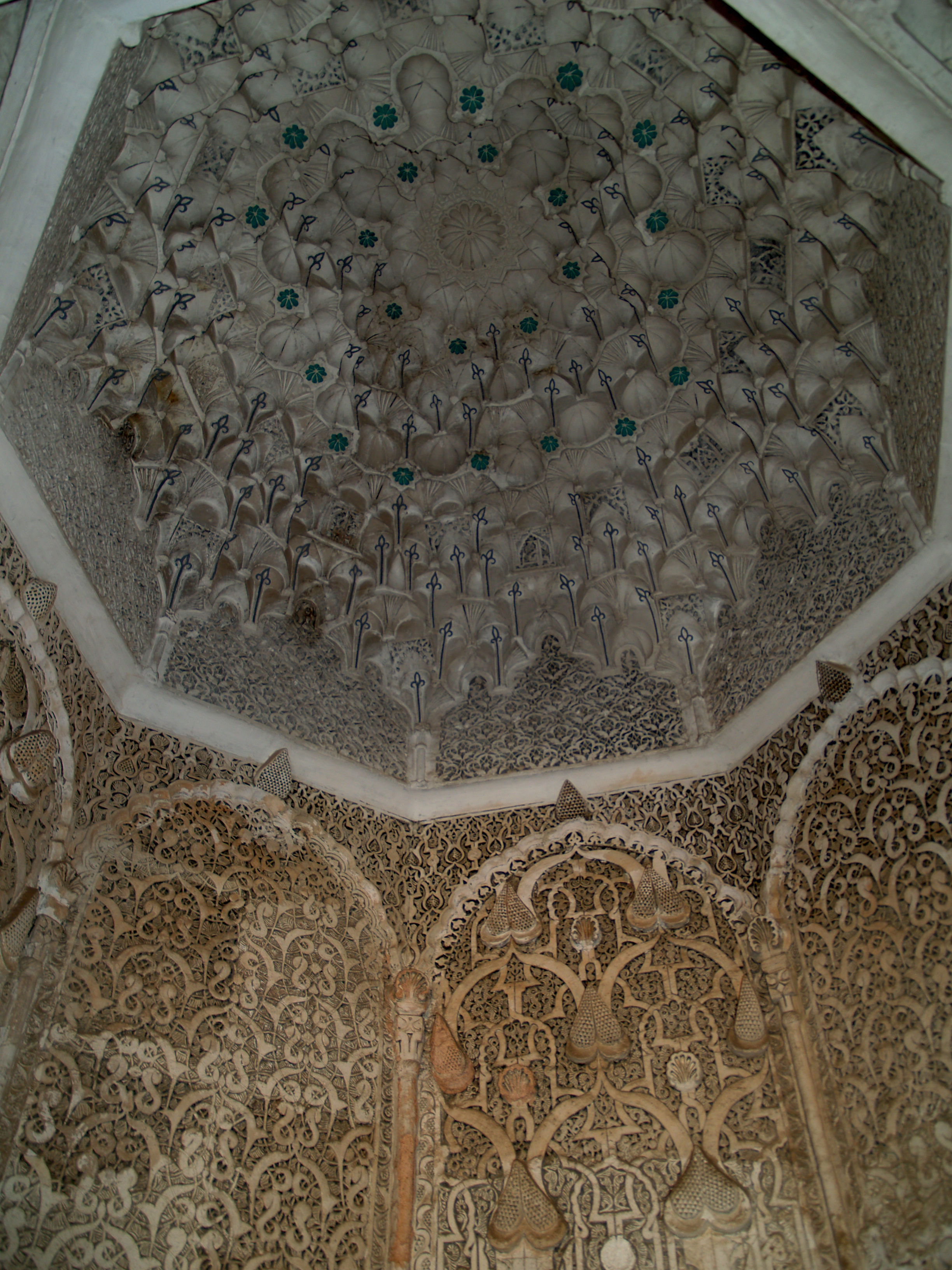
Kuppel der Mihrab-Nische
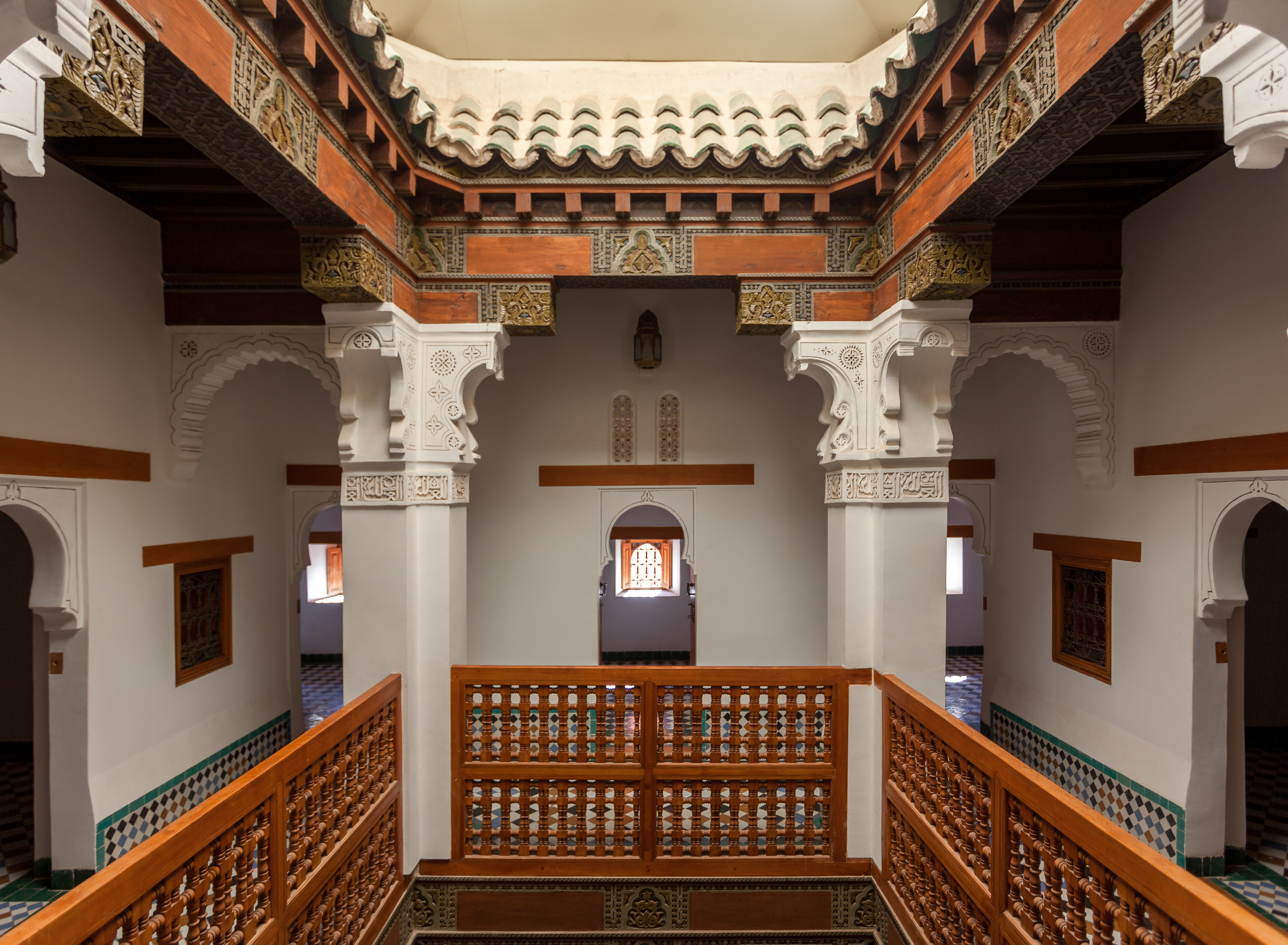
Lichthof und Studentenzimmer
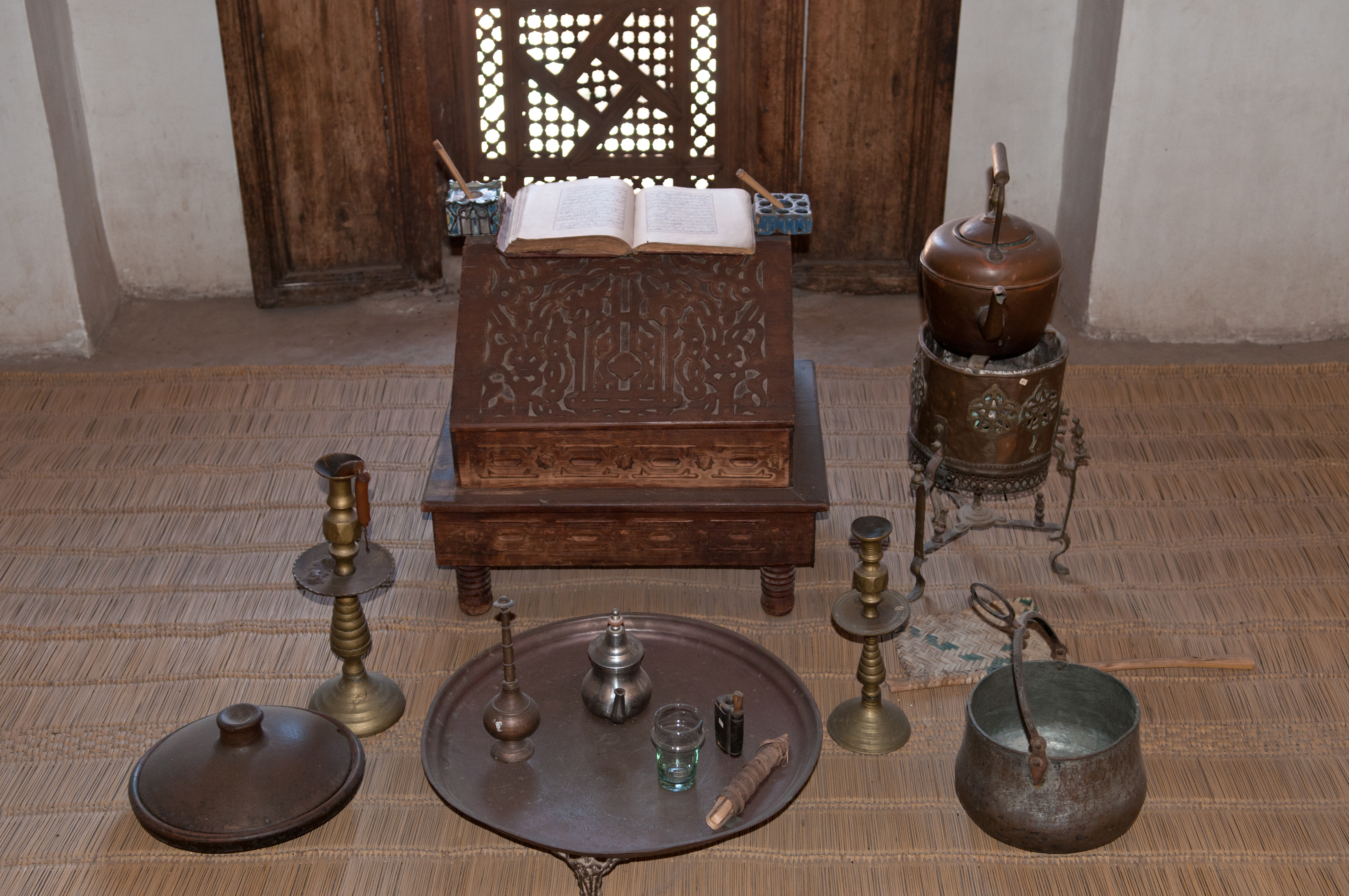
Utensilien eines Koranschülers
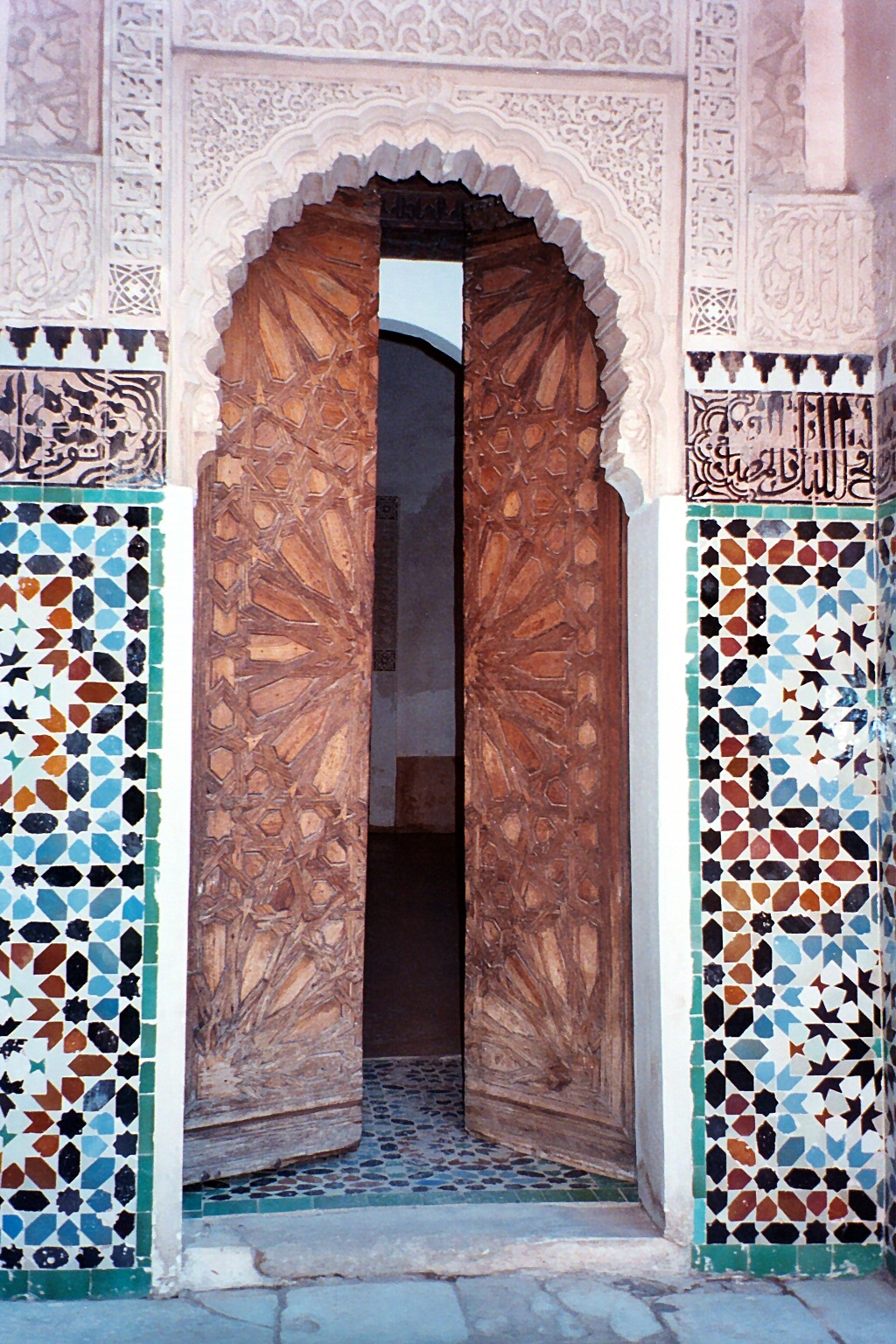
Nebentür